# Придворная капелла (Вена)
Придворная капелла (нем. Hofkapelle) — капелла, основанная в Вене в 1498 году.

## История

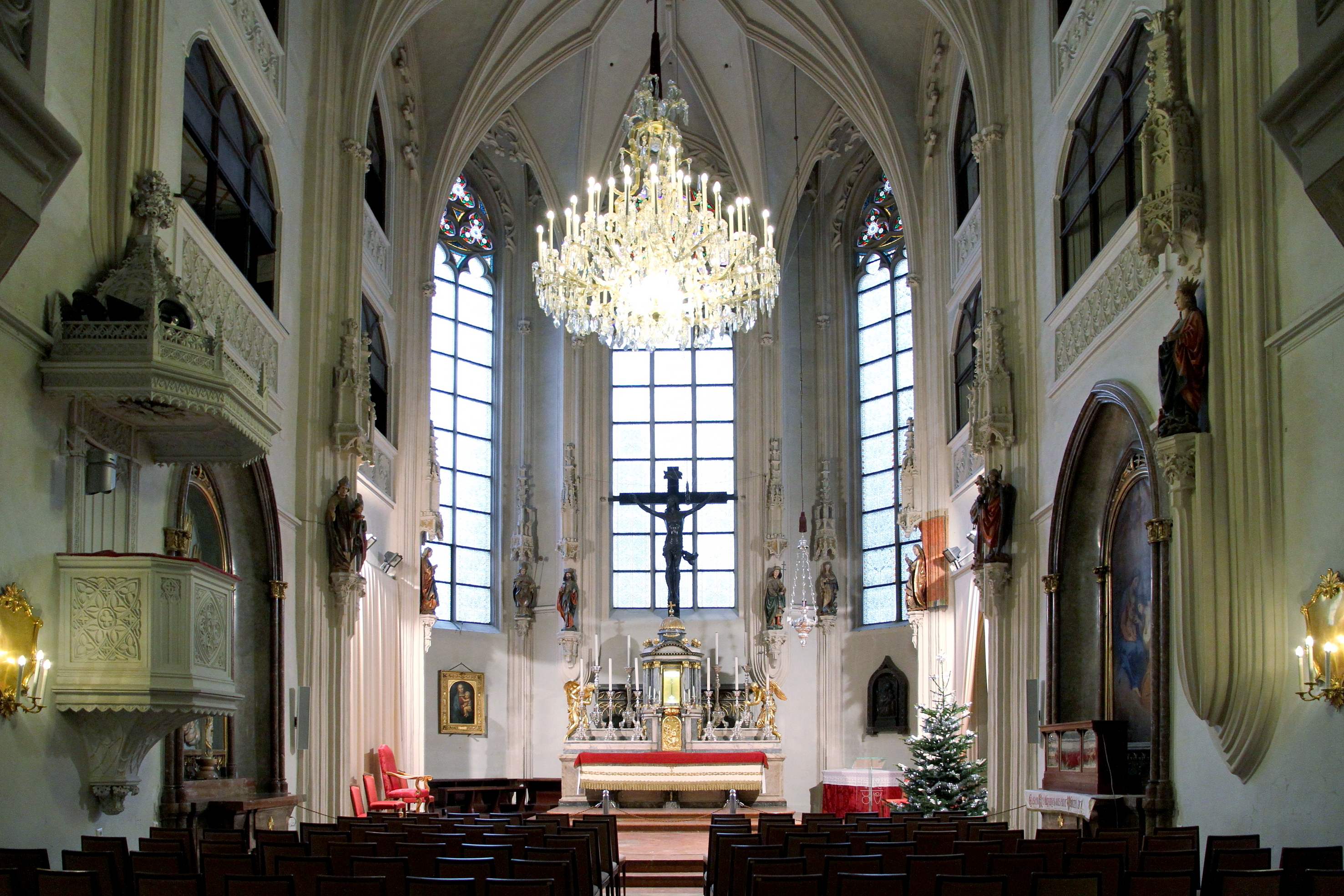

Фактически капелла при дворе Габсбургов существовала уже в 1296 году, как хор певчих; указом Максимилиана I в июле 1498 года были учреждены придворный оркестр и хор мальчиков. Тогда же в Вену были приглашены музыканты из Фландрии и Валлонии, мастера полифонического письма, начиная с Хенрика Исаака, задававшие тон при венском дворе более ста лет; некоторые из них становились придворными капельмейстерами (руководителями Капеллы), как например Филипп де Монте в 1568—1603 годах и Ламберт де Сейв в 1612—1614 годах. Первым придворным капельмейстером стал каноник Георг фон Слаткониу.
В XVII веке нидерландских мастеров при венском дворе сменили итальянские. С 1619 до 1711 года Придворную капеллу возглавляли почти исключительно итальянцы: Джованни Приули (1619—1629), Джованни Валентини, Антонио Бертали, Джованни Феличе Санчес, Антонио Драги, Марк Антонио Дзани; единственным исключением стал Иоганн Генрих Шмельцер, в звании вице-капельмейстера с 1671 года фактически исполнявший обязанности капельмейстера при больном Санчесе и официально занимавший эту должность в 1679—1680 годах. С прибытием итальянских мастеров в Вене появилась опера, которая долгое время также исполнялась силами Придворной капеллы.
После недолгого правления австрийских композиторов: Иоганна Йозефа Фукса (1711—1741), Георга Рейттера Младшего (1769—1771, фактически с 1740 года) и Флориана Леопольда Гассмана (1771—1774) — руководство капеллой на полвека перешло в руки венских итальянцев: родившегося в столице Австрии Джузеппе Бонно (1774—1788) и жившего в Вене с 16-ти лет Антонио Сальери (1788—1824), последнего итальянца на посту придворного капельмейстера. Начиная с преемника Сальери, его ученика Йозефа Эйблера (1824—1834), Придворную капеллу возглавляли исключительно австрийские музыканты, в том числе Игнац Ассмайер, Иоганн Хербек (1866—1877) и Ханс Рихтер (1893—1900).
История Придворной капеллы закончилась 12 ноября 1918 года с крушением габсбургской монархии.

## Достопримечательность
Придворная капелла, или Придворная музыкальная капелла, — старейшее здание в современной Вене. Когда-то она была частью первого замка. Кроме архитектурной ценности, она имеет уникальные акустические характеристики. По воскресеньям и в дни церковных праздников в капелле можно прослушать большую мессу в исполнении хора Придворной капеллы, в состав которой входят Венский хор мальчиков и хор Венской государственной оперы.
Мессы в часовне проводятся со 2 января по 25 июня и с 10 сентября по 31 декабря каждое воскресенье в 9:15. Для публики часовня открыта круглый год с 11:00 до 15:00 ежедневно.